# アンドリス・ビエドリンシュ
アンドリス・ビエドリンシュ（Andris Biedriņš, 1986年4月2日 - ）は、ラトビアのリガ出身の元バスケットボール選手。ポジションはセンター。NBAのゴールデンステート・ウォリアーズなどで活躍した。身長211cm、体重104kg。アメリカ国内ではAndris Biedrins表記が一般的である。

## 経歴

### NBA
若くしてラトビア国内リーグでプレイした後、2004年のNBAドラフトにおいてゴールデンステート・ウォリアーズから全体11位指名を受けてNBA入りした。ラトビア人選手としては、1992年にミネソタ・ティンバーウルブズでプレイしたグンダルス・ヴェートラ以来、2人目の選手になった。2004-2005シーズンは、11月5日のユタ・ジャズ戦でデビュー。わずか18歳7ヶ月でのデビューは、ウォリアーズ史上最も若い記録だった。このシーズンは30試合出場で平均3.6得点、3.9リバウンドを記録した。翌2005-2006シーズンは15分近い出場時間を確保。依然トロイ・マーフィーやエイドナル・フォイルの控え選手としての出場だったが、成績は前年よりもわずかながら上昇した。
2006-2007シーズンはドン・ネルソンが11年ぶりにウォリアーズのヘッドコーチに就任。長らくプレイオフに進出できず苦しんでいたチームの再編が迫られることになった。ビエドリンシュは開幕から20分の出場を果たすと、3試合目から先発に定着。インサイドの要としてダブルダブルを記録するなど着実に成長を遂げ、MIP候補にも挙がるなど評価も上がっていた。
しかし、その後は伸び悩み、2011-2012シーズン途中にアンドリュー・ボーガットが加入して以降は、出場時間が激減した。
2013年7月5日、デンバー・ナゲッツも交えた三角トレードでユタ・ジャズに移籍。しかし、6試合の出場、平均出場時間7.5分と苦しみ、2014年4月5日に解雇されて以降、NBA内外問わず獲得に乗り出すチームも現れず、現在は事実上の引退状態となっている。

## プレイスタイル
欧州出身のインサイドプレイヤーながら、外角のシュートよりもローポスト（ゴール付近）でのプレイを得意にする。持ち前の機動力で、走れるセンターとして攻撃的なチームにフィットする。ブロックショットを決める能力も備えている。またフィールドゴールは高確率であり、良きリバウンダーである。特にオフェンスリバウンドの獲得数が非常に多い。一方、体の線はセンターとしては細いため、ポストプレーはあまり試みず、フックシュート等のテクニックも持ち合わせていない。フリースローはキャリア平均5割に届かず、フィールドゴール成功率よりも低く、ドン・ネルソンも攻撃力の乏しさに苦言を呈したほどの酷さだった。